# Haugesunds flygplats, Karmøy
Haugesunds flygplats, Karmøy (norska: Haugesund lufthavn, Karmøy) är Haugesunds flygplats. Flygplatsen ligger sydväst om staden i Karmøy kommun i Norge. 

## Destinationer
Uppgifter från november 2009.

### Inrikes
| Flygbolag             | Destinationer              |
| --------------------- | -------------------------- |
| Scandinavian Airlines | Bergen, Kristiansund, Oslo |
| Norwegian Air Shuttle | Oslo                       |

### Utrikes
| Flygbolag | Destinationer                             |
| --------- | ----------------------------------------- |
| Ryanair   | Alicante, Bremen, London-Stansted, Málaga |

### Charter
| Flygbolag             | Destinationer |
| --------------------- | ------------- |
| Scandinavian Airlines | Las Palmas    |